# Cappella di corte (ufficio)
La cappella di corte fu creata sotto i Carolingi come istituzione spirituale centrale presso la corte reale. Era l'unica unità amministrativa istituzionale nell'impero franco e nei suoi regni successivi in Europa. A partire dalla corte reale, le cappelle di corte si svilupparono anche presso altre corti principesche ed episcopali.

## Storia
Tutti i chierici che lavorano alla corte reale erano raggruppati nella cappella di corte. Questi svolgevano compiti sia religiosi che laici. Erano responsabili degli atti sacri e dei servizi ecclesiastici a corte. Il termine cappella e quindi cappellano deriva dalla reliquia del mantello di San Martino, che in latino era chiamata cappa o capella e la cui custodia era compito del clero di corte. Nell'area amministrativa, i cappellani erano responsabili dei compiti amministrativi scritti, cioè la redazione di documenti e capitolari. La cappella di corte era l'organo centrale dell'ordine secolare e spirituale dell'impero. L'amministrazione dell'impero era nelle mani dei conti.
A partire da Ludovico il Germanico, a capo della cappella era posto l'arcicappellano (in latino archicapellanus). Il primo arcicappellano fu il vescovo Baturich di Ratisbona. A causa della funzione di cancelleria della cappella di corte, quest'ultima è stata ben presto chiamato arcicancelliere (archicancellarius).
Dall'870 questo ufficio fu ricoperto dall'arcivescovo di Magonza. Ottone il Grande, però, dovette concedere anche agli arcivescovi di Colonia e di Vienne (poi Treviri) il titolo di arcicancelliere. Da questo si svilupparono i tre uffici imperiali, che erano responsabili delle aree imperiali di Germania (Magonza), Italia (Colonia) e Borgogna/Arelat (Treviri).
A causa della frequente assenza dell'arcicancelliere dalla corte reale, il cancelliere (imperiale) gestiva l'attività durante questo periodo e divenne così un importante consigliere del re.